# SN 2006fb
SN 2006fb – supernowa typu Ia odkryta 27 sierpnia 2006 roku w galaktyce A233551-0010. W momencie odkrycia miała maksymalną jasność 21,10m.